# 犬も食わねどチャーリーは笑う
『犬も食わねどチャーリーは笑う』（いぬもくわねどチャーリーはわらう）は、2022年9月23日に公開された日本映画。監督・脚本は市井昌秀、主演は『凪待ち』以来3年ぶりの映画主演作となる香取慎吾。
タイトルにある「チャーリー」は、香取と岸井ゆきのが演じる田村夫妻が飼っているフクロウの名前で、妻の日和がSNSのペンネームに用いている。
撮影は2021年9月下旬から10月下旬にかけて東京都立川市や埼玉県などで行われた。

## キャスト
田村裕次郎
演 - 香取慎吾
ホームセンターの副店長。
田村日和
演 - 岸井ゆきの
裕次郎の妻。コールセンターの社員。裕次郎には内緒でSNS「旦那デスノート」に日頃の不満を投稿している。
若槻広人
演 - 井之脇海
裕次郎の職場であるホームセンターの後輩。
浦島店長
演 - 的場浩司
ホームセンターの店長。
葛城周作
演 - 眞島秀和
男として過剰な自信を持つ日和のセクハラ上司。
きたろう
演 - きたろう（本人役）
ホームセンターを訪れる客として登場。
田村千鶴
演 - 浅田美代子
悪気なく日和を追いつめる姑。
蓑山さん
演 - 余貴美子
裕次郎の同僚で、日和との共通点も持つ。
その他
演 - 中田青渚、小篠恵奈、松岡依都美、田村健太郎、森下能幸、徳永えり、峯村リエ、菊地亜美、有田あん、瑛蓮

## スタッフ
- 監督・脚本：市井昌秀
- 音楽：安部勇磨
- 主題歌：never young beach「こころのままに」（BAYON PRODUCTION）[5]
- 小説：『犬も食わねどチャーリーは笑う』（著：市井点線 / 小学館刊）
- 製作総指揮：木下直哉
- エグゼクティブプロデューサー：飯島三智
- プロデューサー：谷川由希子、石塚正悟、大塚健二
- 音楽プロデューサー：緑川徹、濱野睦美
- 撮影：伊集守忠
- 照明：澤村圭祐
- 録音：反町憲人
- 美術：堀明元紀
- 装飾：石上淳一
- 助監督：吉田亮
- キャスティング：細川久美子
- 衣裳：渡部祥子、百井豊
- ヘアメイク：佐伯憂香、澤田久美子（香取慎吾担当）
- スクリプター：黒木ひふみ
- 編集：木谷瑞
- 音響効果：渋谷圭介
- 制作担当：高橋輝光
- 配給：キノフィルムズ、木下グループ
- 制作プロダクション：ギークサイト
- 製作：“犬も食わねどチャーリーは笑う”FILM PARTNERS（木下グループ、CULEN）